# The Roaring Twenties
The Roaring Twenties is een gangsterfilm uit 1939 van regisseur Raoul Walsh. De hoofdrollen worden vertolkt door James Cagney en Humphrey Bogart. De film is gebaseerd op het verhaal The World Moves On van Mark Hellinger. Hij schreef het verhaal in dienst van Jack Warner.

## Verhaal

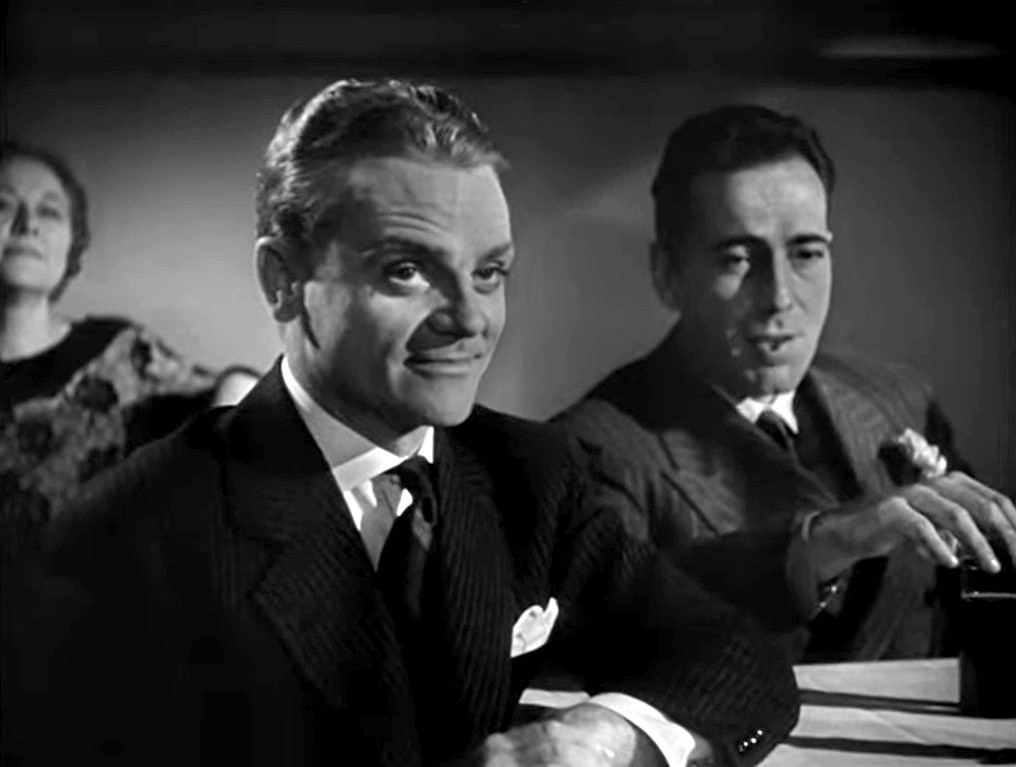
James Cagney (l) en Humphrey Bogart (r) in The Roaring Twenties.

Eddie Bartlett, George Hally en Lloyd Hart, drie Amerikaanse soldaten, ontmoeten mekaar voor het eerst tijdens de laatste dagen van de Eerste Wereldoorlog. Na de wapenstilstand keren de drie mannen terug naar hun vaderland, waren ze elk hun eigen weg gaan. Het is de periode van de drooglegging en Eddie vindt nauwelijks werk. Zonder het goed te beseffen wordt hij door sluwe Panama Smith de misdaad ingesleurd. Ondertussen ontmoet hij ook voor het eerst de jonge en mooie Jean Sherman. Zij was een penvriend van Eddie tijdens de oorlog.
Tijdens een overval op een boot die alcohol vervoert, loopt Eddie zijn oude vriend George tegen het lijf. Hij ontdekt dat ook George in het misdaadmilieu vertoeft. De twee besluiten samen te werken en Eddie groeit dankzij de illegale alcoholhandel uit tot een beruchte crimineel. Wat later worden de twee opnieuw verenigd met Lloyd, die ondertussen een succesvolle advocaat is geworden. De drie oorlogsveteranen bundelen hun krachten en verdienen veel geld. Bovendien geeft Eddie zijn vriendin Jean de kans om als zangeres op te treden in zijn nachtclub. Maar dan wordt Lloyd verliefd op Jean en gaat George voor eigen succes. In geen tijd stelt Eddie niets meer voor. Hij staat terug op de straat.
Enkele jaren later ontmoet hij Jean opnieuw. Hij ontdekt dat ze samen met Lloyd een zoon gekregen heeft. Eddie is jaloers op Lloyd maar besluit zich niet langer te moeien met hun relatie, tot hij te weten komt dat George van plan is om Lloyd te vermoorden. George vindt dat Lloyd te veel weet en wil hem de mond snoeren. Eddie grijpt in en zoekt George op. Het komt tot een dodelijke climax. Eddie vermoordt George maar raakt zelf dodelijk gewond. Iets later zakt hij voor de ingang van een kerk in elkaar.

## Rolverdeling
| Acteur          | Personage      |
| --------------- | -------------- |
| James Cagney    | Eddie Bartlett |
| Humphrey Bogart | George Hally   |
| Priscilla Lane  | Jean Sherman   |
| Gladys George   | Panama Smith   |
| Jeffrey Lynn    | Llyod Hart     |

## Achtergrond

### Titel van de film

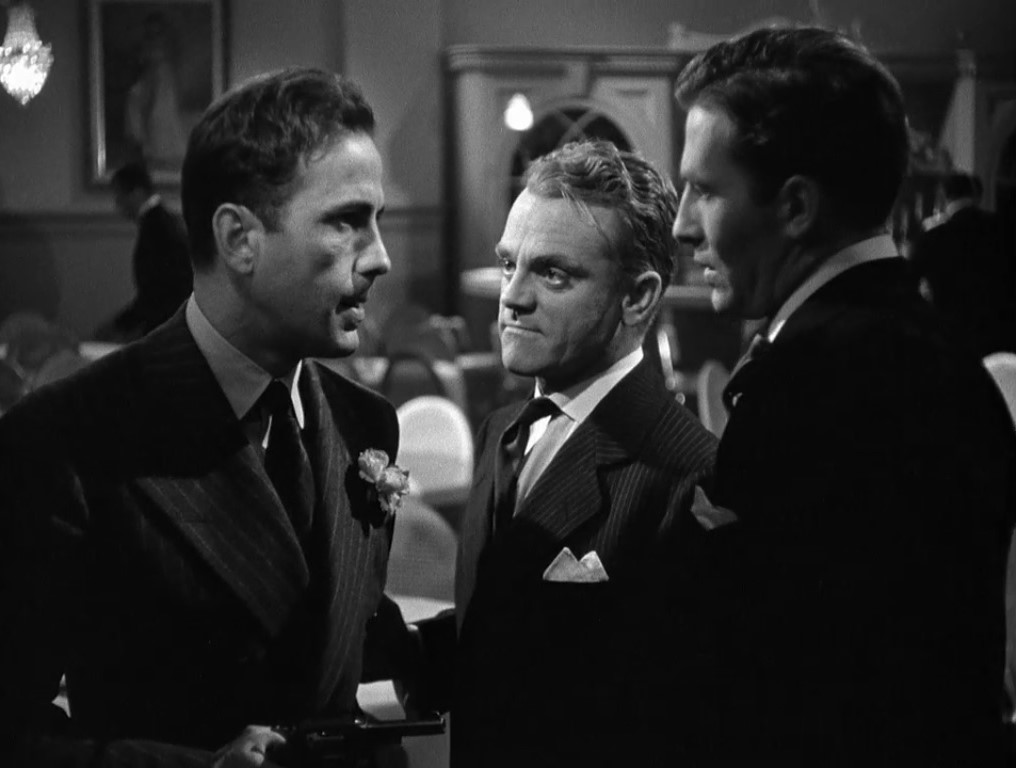
Van links naar rechts: Humphrey Bogart, James Cagney en Jeffrey Lynn.

De titel van de film verwijst naar de periode waarin het verhaal zich afspeelt: de jaren '20. In de Verenigde Staten wordt deze periode vaak de Roaring Twenties (letterlijk: de rumoerige jaren '20) of Jazz Age genoemd. Deze periode bevat het interbellum, de fase tussen de twee Wereldoorlogen, de drooglegging en de beurskrach van 1929.

### Productie
Jack Warner, hoofd van de filmstudio Warner Brothers, gaf columnist Mark Hellinger de opdracht een verhaal te schrijven. Hellinger kwam op de proppen met The World Moves On, dat later als basis diende voor de film The Roaring Twenties. Het hoofdpersonage Eddie Bartlett was gebaseerd op de illegale drankhandelaar Larry Fay.
De film bracht acteurs James Cagney en Humphrey Bogart voor een laatste maal samen. Bogart en Cagney waren eerder ook al samen te zien in Angels with Dirty Faces (1938).
Cagney, eind jaren 30 vooral bekend van zijn gangsterrollen, kroop na The Roaring Twenties bewust voor een lange tijd niet meer in de huid van misdaadpersonages. Pas in 1949, exact tien jaar na The Roaring Twenties, was hij terug te zien in een gangsterfilm. Die film heette White Heat en werd eveneens door Raoul Walsh geregisseerd.

### Wetenswaardigheden
- Toen de film in première ging, ontvingen de filmmakers enkel lovende commentaren.
- Het personage Panama Smith ging oorspronkelijk door Glenda Farrell gespeeld worden. Andere opties waren Ann Sheridan en Lee Patrick. De rol ging uiteindelijk naar Gladys George. Het personage was gebaseerd op nachtclubeigenares Texas Guinan.
- De film bevat net als Angels with Dirty Faces (1938) beelden van de gangsterfilm The Public Enemy (1931).
- Een jonge Don Siegel werkte mee aan de montage.